# Thecla rana
Thecla rana är en fjärilsart som beskrevs av William Schaus 1902. Thecla rana ingår i släktet Thecla och familjen juvelvingar. Inga underarter finns listade i Catalogue of Life.